# Rozwi

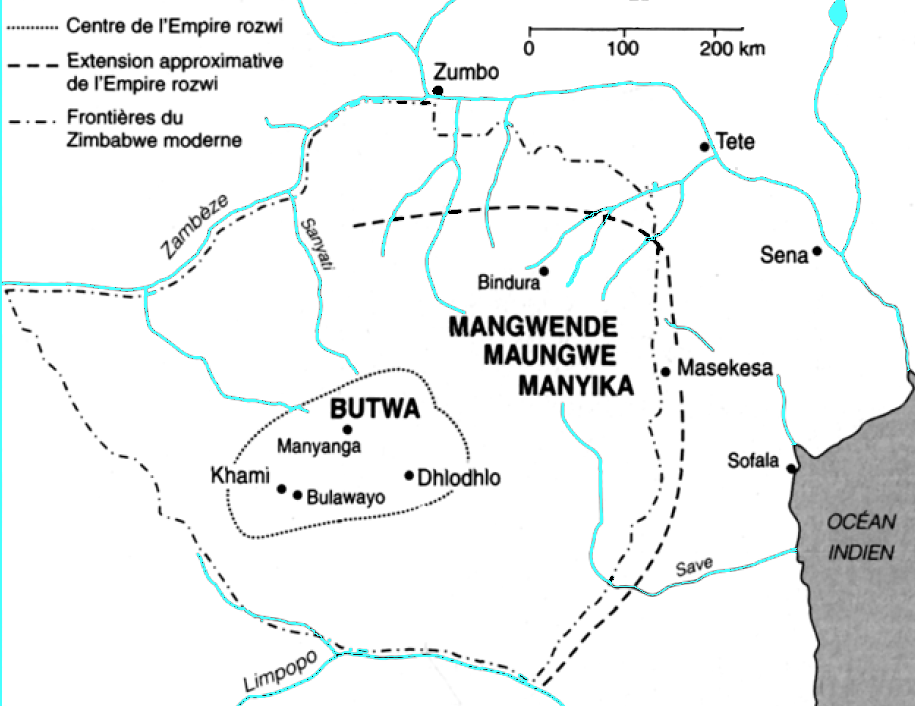
Localització i extensió de l'imperi Rozvi.

L'Imperi Rozwi  (1684–1834) fou un antic estat africà que va existir a la plana del modern estat de Zimbàbue fundat per Changamire Dombo, que s'havia separat de l'Imperi de Mutapa.

## Història
A la mort del rei Matope, un cap de clan anomenat Dombo o Changa es va traslladar al sud al front de la seva gent. Amb els pobles que va sotmetre va formar la nació rozwi (rozvi) o baLozwi, dirigida per una tribu de ferotges i disciplinats guerrers. Va derrotar els governants Torwa de Guruuswa (Butua) i va poder establir un nou regne (Regne Rozwi també anomenat Imperi de Rozwi). Dombo va agafar el títol de Changamire però els seus successors van portar el títol de mambos. Changamire va dominar la totalitat de l'actual Zimbàbue sota el seu control, formant un estat que va ser conegut com l'Imperi Rozwi. La capital es va establir primer a Danamombe, també coneguda com a Dhlo-Dhlo (el seu nom Ndebele).
El 1693 la milícia portuguesa va provar d'agafar el control del comerç d'or a l'interior d'Àfrica. Els Rozwis sota Changamire Dombo, foren capaços de derrotar aquests atacs i mantenir el control de les mines d'or fins que el seu imperi es va ensorrar un segle i mig després. L'imperi Rozwi va ser dirigit des de Butua, al sud-oest d'Àfrica. Lel Regne Rozwi estava format per diversos Estats xona que van dominar l'altiplà de Zimbàbue en aquella època. Van expulsar els portuguesos de la plana central, i els europeus van retenir només una presència nominal en certs punts comercials a la costa.
L'expansió fou entre 1684 i 1696; després d'expulsar els portuguesos de Mutapa i Manyika, convertint l'imperi en el més important de la plana de Zimbàbue i la vall del Zambeze. Dombo va morir el 1696. La seva dinastia va conservar el control de la vall del Zambeze i l'antic imperi de Mutapa va derivar en un regne insignificant. Van construir poderoses estructures de pedra com Dhlo-Dhlo, Khami, i Naletali, que esdevindrien elements clau en la cultura Rozwi.
L'imperi va mantenir el poder i l'ordre per mitjà dels regiments rozwis. Aquests regiments recaptaven els tributs als caps xona dependents; també es cuidaven de guardar els milers de cap de bestiar del rei. Els regiments Rozwi contínuament recorrien l'imperi amb administradors anomenats banyami. Els banyami recaptaven tributs, i prenien decisions sobre la successió dels caps xona tributaris; els tributs eren pagats en vori, pells, aliments i sobretot en bestiar.
Moltes fonts veuen el Rozvi no com un renaixement dels Mutapa, sinó un poble pel seu propi dret emergint sota un ala de Mutapa (com després fou la nació dels matabeles sota l'ala Zulu). El poder administratiu del Mutapa va començar a caure i ja no va poder controlar l'imperi sencer, i els tributaris van començar per exercir més independència.
L'àrea de l'Imperi Rozwi era canviant. La seva influència es va estendre principalment en gran part de l'actual Zimbàbue, Botswana i al sud cap a l'actual Sud-àfrica nord-oriental.
Molts relats identifiquen Dombo ('Roca') com Chikura Wayembeu. Els historiadors moderns estan d'acord que això fou una confusió amb un altre dirigent d'un poble diferent

## Tecnologia i economia
El caps Rozwi van reviure la tradició de construir en pedra ciutats impressionants per tot el sud-oest. La poteria cromada era també emblemàtica de la seva cultura.
El poder econòmic de l'Imperi Rozwi l'imperi va estar basat en la riquesa de bestiar i agricultura, i amb l'or en la part de la mineria. Van establir comerç amb mercaders àrabs, amb els que intercanviaven materials com or, coure, i ivori per béns de luxe.
Relats portuguesos mostren que els Rozwi eren estrategs militars experts. Van ser observats utilitzant la formació dita de "corn de vaca" anys abans que el gran dirigent zulu Shaka ho fes en el segle xix. Amb llances, llaços, i fletxes, i molta agressivitat, els rozwis van poder dominar tota la plana.